# Campeonato Mundial de Atletismo em Pista Coberta de 2014 - Revezamento 4x400 m feminino
A prova dos 4 x 400 metros estafetas feminino do Campeonato Mundial de Atletismo em Pista Coberta de 2014 foi disputada entre 8 e 9 de março na Ergo Arena em Sopot, na Polônia.

## Recordes
Antes desta competição, os recordes mundiais e do campeonato nesta prova eram os seguintes:
|    | Nacionalidade | Tempo     | Local                | Data                  |
| -- | ------------- | --------- | -------------------- | --------------------- |
| WR | Rússia        | 3m 23s 37 | Glasgow, Reino Unido | 28 de janeiro de 2006 |
| CR | Rússia        | 3m 23s 88 | Budapeste, Hungria   | 7 de março de 2004    |

## Medalhistas
| Ouro | Prata | Bronze                                                                                             |
| Estados Unidos · Natasha Hastings · Joanna Atkins · Francena McCorory · Cassandra Tate · Jernail Hayes* · Monica Hargrove* | Jamaica · Patricia Hall · Anneisha McLaughlin · Kaliese Spencer · Stephenie Ann McPherson · Verone Chambers* · Natoya Goule* | Reino Unido · Eilidh Child · Shana Cox · Margaret Adeoye · Christine Ohuruogu · Victoria Ohuruogu* |

* Competiram apenas nas eliminatórias

## Cronograma
| Data       | Hora  | Evento        |
| ---------- | ----- | ------------- |
| 8 de março | 12:20 | Eliminatórias |
| 9 de março | 17:45 | Final         |

## Resultados

### Eliminatórias
Qualificação: 2 atletas de cada bateria  (Q) mais os  2 melhores qualificados (q).  
| Colocação | Bateria | Nacionalidade  | Atletas                                                                    | Tempo   | Notas |
| --------- | ------- | -------------- | -------------------------------------------------------------------------- | ------- | ----- |
| 1         | 2       | Estados Unidos | Natasha Hastings, Jernail Hayes, Monica Hargrove, Cassandra Tate           | 3:29.06 | Q, WL |
| 2         | 2       | Jamaica        | Verone Chambers, Anneisha McLaughlin, Natoya Goule, Stephanie McPherson    | 3:29.43 | Q, NR |
| 3         | 2       | Polônia        | Ewelina Ptak, Patrycja Wyciszkiewicz, Joanna Linkiewicz, Małgorzata Hołub  | 3:29.48 | q, SB |
| 4         | 2       | Nigéria        | Omolara Omotoso, Patience Okon George, Bukola Abogunloko, Folashade Abugan | 3:29.67 | q, AF |
| 5         | 1       | Reino Unido    | Eilidh Child, Shana Cox, Victoria Ohuruogu, Christine Ohuruogu             | 3:30.60 | Q, SB |
| 6         | 1       | Rússia         | Olga Tovarnova, Irina Davydova, Yuliya Terekhova, Natalya Nazarova         | 3:30.87 | Q, SB |
| 7         | 1       | Itália         | Maria Enrica Spacca, Elena Maria Bonfanti, Marta Milani, Chiara Bazzoni    | 3:31.99 | NR    |
| 8         | 1       | Romênia        | Adelina Pastor, Alina Andreea Panainte, Sandra Belgyan, Bianca Răzor       | 3:38.18 | SB    |

### Final
A final ocorreu dia 9 de março. 
| Colocação         | Nacionalidade  | Atleta                                                                     | Tempo   | Notas  |
| ----------------- | -------------- | -------------------------------------------------------------------------- | ------- | ------ |
| Medalha de ouro   | Estados Unidos | Natasha Hastings, Joanna Atkins, Francena McCorory, Cassandra Tate         | 3:24.83 | WL, NR |
| Medalha de prata  | Jamaica        | Patricia Hall, Anneisha McLaughlin, Kaliese Spencer, Stephanie McPherson   | 3:26.54 | NR     |
| Medalha de bronze | Reino Unido    | Eilidh Child, Shana Cox, Margaret Adeoye, Christine Ohuruogu               | 3:27.90 | SB     |
| DSQ               | Rússia         | Olga Tovarnova, Alena Tamkova, Yuliya Terekhova, Kseniya Ryzhova           | 3:28.39 | SB DSQ |
| 3                 | Polônia        | Ewelina Ptak, Małgorzata Hołub, Patrycja Wyciszkiewicz, Justyna Święty     | 3:29.89 |        |
| 4                 | Nigéria        | Omolara Omotoso, Folashade Abugan, Bukola Abogunloko, Patience Okon George | 3:31.59 |        |

Legenda
| Recorde mundial       | Recorde mundial (World record)               |                       | Recorde africano                      | Recorde africano (African) |                                           | Q | Classificado por posição (Qualified) |
| Recorde do campeonato | Recorde do campeonato (Championship record)  | Recorde da América    | Recorde da América (Americas)         | q                          | Classificado por melhor tempo (Qualified) |   |                                      |
| Melhor marca do ano   | Melhor marca do ano (World leading)          | Recorde asiático      | Recorde asiático (Asian)              | DNS                        | Não largou (Did not start)                |   |                                      |
| Recorde nacional      | Recorde nacional (National record)           | Recorde europeu       | Recorde europeu (European)            | DNF                        | Não terminou (Did not finish)             |   |                                      |
| Recorde pessoal       | Recorde pessoal do atleta (Personal best)    | Recorde da Oceania    | Recorde da Oceania (Oceania)          | DSQ / DQ                   | Desclassificado (Disqualified)            |   |                                      |
| Recorde da temporada  | Recorde da temporada do atleta (Season best) | Recorde sul-americano | Recorde sul-americano (South America) | NM                         | Sem marca (No mark)                       |   |                                      |